# Veronika Straaß
Veronika Straaß (* 1957 in Oberbayern) ist eine deutsche Biologin, Schriftstellerin und Übersetzerin.

## Leben
Nach dem Biologiestudium arbeitete sie in Wildhilfe Projekten u. a. in Südafrika, meist im Auftrag der wildbiologischen Gesellschaft in München, mit. Seit 1987 ist sie als Wissenschaftsjournalistin, Sachbuchautorin, Redakteurin und Übersetzerin aus der englischen und französischen Sprache tätig.
Sie verfasste mehrere Monografien, Sachbücher sowie Fachartikel für Zeitschriften wie natur+kosmos, P.M. Magazin und Geo Saison. Seit Ende der 1980er lebt sie westlich von München mit Claus-Peter Lieckfeld zusammen.
Das Bestimmungsbuch Singvögel, veröffentlicht 2005 im BLV Verlag, wurde in die niederländische, französische und tschechische Sprache übersetzt. Sie war rund drei Jahre, bis Dezember 2018, als Redakteurin für die Umwelt-Jugendzeitschrift TU WAS! verantwortlich.

## Publikationen
Als Autorin
- Spielregeln der Natur: Taktik, Tricks und Raffinesse. BLV Verlag, München; Wien; Zürich 1990, ISBN 3-405-14087-0.
- mit Claus-Peter Lieckfeld: Leben wie ein Hund: Über Tierliebe und Tierkenntnis. Rowohlt, Reinbek bei Hamburg 1991, ISBN 3-499-20598-X.
- mit Claus-Peter Lieckfeld: Meine Katze: Ein Rotfuchs-Sachbuch. Rowohlt, Reinbek bei Hamburg 1993, ISBN 3-499-20697-8.
- Natur erleben das ganze Jahr: Entdecken, beobachten, verstehen. BLV Verlag, München; Wien; Zürich 1997, ISBN 3-405-15089-2.
- Mit Claus-Peter Lieckfeld und Katharina Lausche: Katzen: Kleiner Ratgeber für Tierfreunde. Rowohlt, Reinbek bei Hamburg 1997, ISBN 3-499-20911-X.
- mit Claus-Peter Lieckfeld: Mythos Vogel: Geschichte - Legenden - 40 Vogelporträts. BLV Verlag, München; Wien; Zürich 2002, ISBN 3-405-16108-8.
- mit Claus-Peter Lieckfeld: Mythos Pferd: Geschichten und Legenden von der Antike bis heute. BLV Verlag, München; Wien; Zürich 2004, ISBN 3-405-16721-3.
- mit Claus-Peter Lieckfeld: Mythos Berge: Götter, Gipfel und Geschichten. BLV Verlag, München 2005, ISBN 3-405-16890-2.
- mit Claus-Peter Lieckfeld: Singvögel. BLV Verlag, München 2005, ISBN 3-405-16867-8.
- Das große BLV-Natur-Buch: Tiere und Pflanzen.: Entdecken, beobachten, erleben. BLV Verlag, München 2006, ISBN 3-8354-0048-7.
- Willi wills wissen: Die Reportage für Kinder und alle, die es wissen wollen: Wer kuschelt mit den Krabbeltieren? Baumhaus-Verlag, Frankfurt am Main 2007, ISBN 978-3-8339-2716-4.
- Willi wills wissen: Ein Willi Buch über die Augen und das Sehen: Wie unsere Augen sehen. Baumhaus-Verlag, Frankfurt am Main 2008, ISBN 978-3-8339-2720-1.
- Mit Kindern die Natur entdecken: 88 Ideen für Spiel und Spaß rund ums Jahr. BLV Verlag, München 2008, ISBN 978-3-8354-0225-6.
- Willi wills wissen: Ein Willi Buch über Rekorde und Intelligenz im Tierreich: So klug und listig ist keiner! Schlaue Tiere. Baumhaus-Verlag, Bergisch Gladbach; Köln 2009, ISBN 978-3-8339-2725-6.
- Willi wills wissen: Ein Sachbuch über die Lieblinge der Kinder: Katzen, Hunde und andere Haustiere. Baumhaus-Verlag, Köln 2011, ISBN 978-3-8339-2728-7.
- Der Fuchs. Hase und Igel Verlag, Garching bei München 2014, ISBN 978-3-86760-763-6.
- Die Schnecke. Hase und Igel Verlag, Garching bei München 2014, ISBN 978-3-86760-768-1.
- Die Maus. Hase und Igel Verlag, Garching bei München 2014, ISBN 978-3-86760-761-2.
- Die Libelle. Hase und Igel Verlag, Garching bei München 2014, ISBN 978-3-86760-766-7.
- Das Kaninchen. Hase und Igel Verlag, Garching bei München 2014, ISBN 978-3-86760-762-9.
- Die Ameise. Hase und Igel Verlag, Garching bei München 2014, ISBN 978-3-86760-769-8.
- Der Frosch. Hase und Igel Verlag, Garching bei München 2014, ISBN 978-3-86760-767-4.
- Der Igel. Hase und Igel Verlag, Garching bei München 2014, ISBN 978-3-86760-760-5.
- Der Schwan. Hase und Igel Verlag, Garching bei München 2014, ISBN 978-3-86760-765-0.
- Die Amsel. Hase und Igel Verlag, Garching bei München 2014, ISBN 978-3-86760-764-3.
- Gärten und Parks: Lebensräume für Tiere und Pflanzen. Hase und Igel Verlag, Garching bei München 2015, ISBN 978-3-86760-799-5.
- Die Wiese: Ein Lebensraum für Tiere und Pflanzen. Hase und Igel Verlag, Garching bei München 2015, ISBN 978-3-86760-792-6.
- Der Hund. Hase und Igel Verlag, Garching bei München 2015, ISBN 978-3-86760-780-3.
- Das Schaf. Hase und Igel Verlag, Garching bei München 2015, ISBN 978-3-86760-786-5.
- Die Katze. Hase und Igel Verlag, Garching bei München 2015, ISBN 978-3-86760-781-0.
- Die Ziege. Hase und Igel Verlag, Garching bei München 2015, ISBN 978-3-86760-787-2.
- Das Huhn. Hase und Igel Verlag, Garching bei München 2015, ISBN 978-3-86760-788-9.
- Die Kuh. Hase und Igel Verlag, Garching bei München 2015, ISBN 978-3-86760-784-1.
- Das Schwein. Hase und Igel Verlag, Garching bei München 2015, ISBN 978-3-86760-785-8.
- Das Pferd. Hase und Igel Verlag, Garching bei München 2015, ISBN 978-3-86760-783-4.
- Die Hecke: Ein Lebensraum für Tiere und Pflanzen. Hase und Igel Verlag, Garching bei München 2015, ISBN 978-3-86760-791-9.
- Die Berge: Ein Lebensraum für Tiere und Pflanzen. Hase und Igel Verlag, Garching bei München 2015, ISBN 978-3-86760-796-4.
- Der Wald: Ein Lebensraum für Tiere und Pflanzen. Hase und Igel Verlag, Garching bei München 2015, ISBN 978-3-86760-790-2.
- Die Biene. Hase und Igel Verlag, Garching bei München 2015, ISBN 978-3-86760-789-6.
- Das Meerschweinchen. Hase und Igel Verlag, Garching bei München 2015, ISBN 978-3-86760-782-7.
- mit Claus-Peter Lieckfeld: Wandlungskünstler: Die geheime Erfolgsgeschichte der Insekten. Dölling und Galitz Verlag, München 2018, ISBN 978-3-86218-087-5.
- mit Claus-Peter Lieckfeld: Überflieger: Die vier Leben der Schmetterlinge. Dölling und Galitz Verlag, München 2022, ISBN 978-3-86218-087-5.

Als Herausgeberin
- mit Felix Finkbeiner: Baum für Baum: Jetzt retten wir Kinder die Welt: Ein Mut- und Mitmacherbuch. Oekom Verlag, München 2010, ISBN 978-3-86581-208-7.

Als Übersetzerin
- Michael Dorris: The broken cord
  - Erzähl’ ihm nicht von den Bergen: Indianerkinder ohne Hoffnung? Knesebeck Verlag, München 1994, ISBN 3-926901-68-3.
- Paddy Ryan: The snorkeller's guide to the coral reef
  - Schnorchelführer Korallenriff: Bestimmungsbuch für die Korallenriffe im Roten Meer, Indischen Ozean, Pazifik: Wie man richtig schnorchelt und was man alles sehen kann. BLV Verlag, München; Wien; Zürich 1995, ISBN 3-405-14855-3.
- Christopher O’Toole: Alien empire
  - Alien empire: Das Reich der Insekten. Knesebeck Verlag, München 1996, ISBN 3-926901-85-3.
- Alvin M. Josephy: 500 nations
  - 500 nations: Die illustrierte Geschichte der Indianer Nordamerikas. Frederking & Thaler, München 1996, ISBN 3-89405-356-9.
- Nadine Wanono: Dogon
  - Die Dogon: Tänze, Masken, Rituale. Knesebeck, München 1998, ISBN 3-89660-036-2.
- Anna Quindlen und Nick Kelsh: Naked babies
  - Babys pur. Knesebeck Verlag, München 1998, ISBN 3-89660-038-9.
- Barefoot College in Tilonia in Rajasthan, Indien: The barefoot photographers
  - Barfuss in die Zukunft: Tilonia - wo Gandhis Vision lebendig ist. Frederking & Thaler, München 2000, ISBN 3-89405-420-4.
- Hubert Comte: La terre racontée aux enfants
  - Die Erde von oben - für Kinder erzählt. Knesebeck Verlag, München 2002, ISBN 3-89660-117-2.
- Philip Plisson und Yvon Mauffret: La mer - racontée aux enfants
  - Das Meer - für Kinder erzählt. Knesebeck Verlag, München 2003, ISBN 3-89660-165-2.
- Laurent de Brunhoff: Babar´s museum of art
  - Mit Babar im Museum. Knesebeck Verlag, München 2004, ISBN 3-89660-213-6.
- Laurent de Brunhoff: Babar´s yoga for elephants
  - Yoga mit Babar. Knesebeck Verlag, München 2004, ISBN 3-89660-212-8.
- Laurent de Brunhoff: Babar visits another planet
  - Mit Babar auf einem fremden Planeten. Knesebeck Verlag, München 2004, ISBN 3-89660-242-X.
- Jennifer Brilliant und William Berloni: Doga
  - Yoga für Hunde: Mit Bennie, Buster, Cricket, Harlem, Kessie und Pi. Knesebeck Verlag, München 2005, ISBN 3-89660-273-X.
- Gilles Martin und Philippe J. Dubois und Valérie Guidoux: Les oiseaux racontés aux enfants
  - Die Welt der Vögel - für Kinder erzählt. Knesebeck Verlag, München 2005, ISBN 3-89660-264-0.
- Andrew Jackson: The book of life
  - Das Buch des Lebens: Eine Reise zu den Ältesten der Welt. Piper, München; Zürich 2012, ISBN 978-3-492-27329-9.
- Tony Hillerman: Dancehall of the dead
  - Tanzplatz der Toten: Ein Fall für die Navajo-Police. Unionsverlag, Zürich 2023, ISBN 978-3-293-20953-4.
- Tony Hillerman: Listening woman
  - Blinde Augen: Kriminalroman. Unionsverlag, Zürich 2023, ISBN 978-3-293-20954-1.